# Толстая-Есенина, Софья Андреевна
Со́фья Андре́евна Толста́я-Есе́нина (12 (25) апреля 1900, Ясная Поляна, Крапивенский уезд, Тульская губерния — 29 июня 1957, Малаховка, Московская область) — советский музейный деятель, внучка Льва Толстого, последняя жена и вдова Сергея Есенина, директор Государственного музея Л. Н. Толстого в Москве.

## Биография

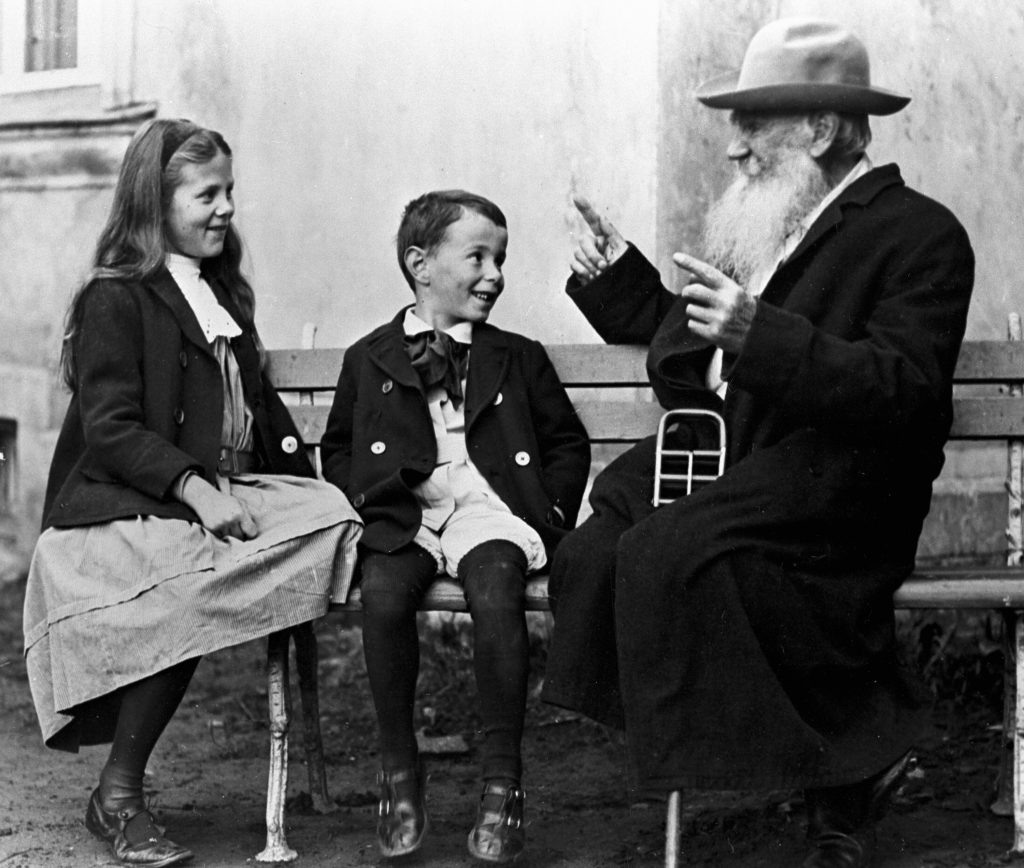
Л. Н. Толстой рассказывает сказку внукам Софье и Илье, 1909—1910-е г.

Родилась в 1900 году в семье Андрея Львовича Толстого и Ольги Константиновны (1872—1951, урождённая Дитерихс, дочь генерала К. А. Дитерихса). Была названа в честь бабушки Софьи Андреевны, которая стала её крёстной матерью.
В 1904 году отец оставил семью, а в 1907 году родители Софьи официально развелись.
После развода Ольга Толстая с двумя детьми подолгу жила в Англии в семье Чертковых.
19 октября 1921 вышла замуж за друга семьи С. М. Сухотина и проживала с ним в Москве. Сухотин вскоре после свадьбы тяжело заболел (перенес инсульт в январе 1922 года) и при содействии Ф. Юсупова был переправлен в Париж[страница не указана 1840 дней].
В 1925 году Софья Андреевна окончила литературное отделение Государственного института живого слова.
Она заочно развелась с мужем после его отъезда; 5 марта 1925 года познакомилась с поэтом Сергеем Есениным, 18 сентября 1925 года состоялась регистрация брака. Кратковременный союз не был счастливым, в конце этого же года Есенин ушёл из жизни; тем не менее впоследствии Софья Андреевна сделала очень многое для сохранения наследия поэта и оставила воспоминания о нём.
С. А. Толстая в 1926 г. открыла московский музей С. А. Есенина при Всероссийском Союзе писателей. После закрытия музея в 1929 г. была назначена пожизненной хранительницей есенинских материалов. В трудные годы замалчивания творчества Есенина ей удалось подготовить и издать два поэтических сборника поэта: «Стихи и поэмы» (1931) и «Избранное» (1946).
С 1928 года работала в Государственном музее Л. Н. Толстого в Москве сначала в качестве научного сотрудника, а с 1933 года — учёного секретаря.
С 1941 года — директор объединённых толстовских музеев.
24 мая 1945 года Софья Толстая-Есенина вместе со своим будущим мужем литературоведом А. Д. Тимротом официально в торжественной обстановке открыла музей в Ясной Поляне, экспонаты которого в 1941—1945 гг. находились в эвакуации в Томске. Последний брак Софьи Андреевны продлился с 1947 по 1954 год.
После отделения Ясной Поляны от других толстовских музеев Софья Андреевна продолжала занимать пост директора Государственного музея Л. Н. Толстого в Москве.
Составила «Избранное» С. Есенина (ОГИЗ-ГИХЛ, 1946).
Скончалась 29 июня 1957 года в Малаховке под Москвой. Похоронена на Кочаковском кладбище, близ Ясной Поляны.